# پوسته‌های قلم
پوسته‌های قلم (انگلیسی: Atrina pectinata) یک گونه از دوکفه‌ای‌ها متعلق به خانواده صدف‌های قلمی است.
در زبان ژاپنی تای راگی نامیده می شود و یکی از عناصر سوشی است.